# Sloveniens herrlandslag i volleyboll
Sloveniens herrlandslag i volleyboll (slovenska: Slovenska moška odbojkarska reprezentanca) representerar Slovenien i volleyboll på herrsidan. Laget tog silver i europamästerskapet 2015 och slutade på nionde plats i europamästerskapet 2001 och 2011.

### Fotnoter
1. ↑  Todor Krastev (19 mars 2015). ”Men Volleyball XXIX European Championship 2015 Bulgaria, Italy 09-18.10 - Winner France” (på engelska). Sport Statistics. Arkiverad från originalet den 29 juni 2015. https://web.archive.org/web/20150629021700/http://todor66.com/volleyball/Europe/Men_2015.html. Läst 18 oktober 2015.
2. ↑  Todor Krastev (19 mars 2001). ”Men Volleyball XXII European Championship 2001 Ostrava (CZE) 08-16.09 Winner Yugoslavia” (på engelska). Sport Statistics. http://todor66.com/volleyball/Europe/Men_2001.html. Läst 29 juni 2015.
3. ↑  Todor Krastev (19 mars 2011). ”Men Volleyball XXVII European Championship 2011 Austria, Czechia 10-18.09 - Winner Serbia” (på engelska). Sport Statistics. Arkiverad från originalet den 25 maj 2012. https://archive.is/20120525130741/http://todor66.com/volleyball/Europe/Men_2011.html. Läst 29 juni 2015.